# Puccinellia nudiflora
Puccinellia nudiflora là một loài thực vật có hoa trong họ Hòa thảo. Loài này được (Hack.) Tzvelev miêu tả khoa học đầu tiên năm 1962.